# Сельское поселение «Деревня Каменка»
Сельское поселение «Деревня Каменка» — муниципальное образование в составе Козельского района Калужской области России.
Административный центр — деревня Каменка.

## Состав
В поселение входят 11 населённых пунктов:
- деревня Каменка
- деревня Аграфеновка
- деревня Акатово
- деревня Васильевка
- деревня Кулешовка
- деревня Курыничи
- деревня Руднево
- деревня Сикерки
- деревня Феофиловка
- деревня Шамордино
- село Старое Шамордино

## Население
| 2010 | 2012 | 2013 | 2014 | 2015 | 2016 | 2017 |
| ---- | ---- | ---- | ---- | ---- | ---- | ---- |
| 917  | ↘900 | ↘895 | ↘877 | ↘845 | ↘830 | ↘819 |
| 2018 | 2019 | 2020 | 2021 |      |      |      |
| ↘804 | ↘779 | ↘776 | ↗838 |      |      |      |